# Urs Faes
Urs Faes (* 13. února 1947, Aarau) je švýcarský spisovatel, žijící v Curychu.

## Život a dílo
Po maturitě na gymnáziu studoval germanistiku a historii na univerzitě v Curychu, studium úspěšně ukončil v roce 1979 disertací. Jeho literární prvotinou byl román s názvem Webfehler, který vyšel o pět let později. Tématem jeho děl jsou např. postavy s onkologickým, popř. duševním postižením, či postava otce a vnímání jeho role v rodině.

### České překlady z němčiny
- Paříž, láska (orig. Paris, eine Liebe). 1. vyd. Ve Zlíně: Archa, 2013. 67 S. Překlad: Jarmila Wunderlin-Taliánová
- Ombra (orig. Ombra: Roman). 1. vyd. Ve Zlíně: Archa, 2011. 222 S. Překlad a doslov: Alena Nováková